# NGC 2241
NGC 2241 is een open sterrenhoop in de Grote Magelhaense Wolk in het sterrenbeeld Goudvis. Het hemelobject werd op 31 januari 1835 ontdekt door de Britse astronoom John Herschel.

## Synoniemen
- ESO 57-SC79